# Maquis du Loup

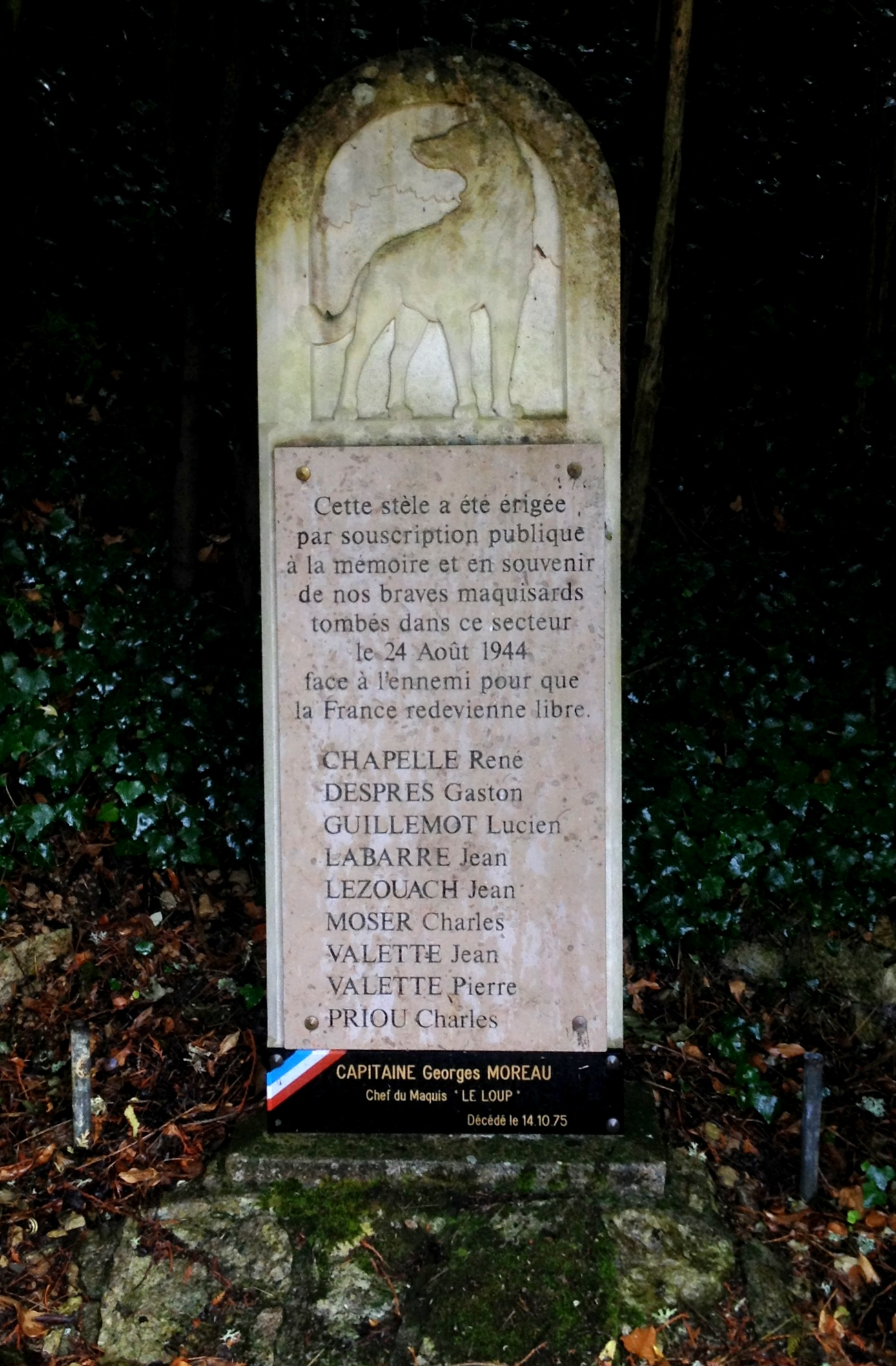
Stèle en hommage au maquis du Loup, à Vézelay (Yonne).

Le maquis du Loup est l'un des plus importants maquis organisé dans le Morvan par les résistants français à l'occupation allemande pendant la Seconde Guerre mondiale. Il est basé à Villiers-sur-Yonne, dans le département de la Nièvre.

## Description
Le maquis s'organise à Creux, hameau de Villiers-sur-Yonne, près du lieu-dit La-cage-au-Loup, à côté de Clamecy et effectue des actions sur un territoire assez large, jusqu'aux abords de Saulieu (Côte-d'Or) et Vézelay (Yonne). Ce maquis, qui intervint notamment à Clamecy après le départ des Allemands le 19 août 1944, avait comme chef Georges Moreau.

## Mémoire
Des stèles commémorant l'existence de ce maquis se trouvent à Creux, Clamecy et Vézelay. De nombreuses photos rappellent ce maquis.
Une amicale du maquis du Loup conserve le souvenir de ce bataillon, dont trois membres sont encore en vie en 2014,.